# Vince Briganti
Vincenzo "Vince" Briganti (Terni, 5 januari 1947) is een gewezen Belgische voetballer en voetbalcoach.

## Carrière
Vince Briganti werd net na de Tweede Wereldoorlog geboren in het Italiaanse stadje Terni. In 1951 verhuisde zijn vader als gastarbeider naar België. Een jaar later verhuisde ook de rest van het gezin naar Genk.
In de jaren 70 speelde Briganti als voetballer voor derdeklasser FC Winterslag. In die periode was Robert Waseige trainer van de Limburgse club. De club werkte zich in enkele jaren op van Derde naar Eerste Klasse.
Nadien behaalde Briganti een trainersdiploma en werd hij bij Winterslag de assistent van Waseige. Later werd hij ook meermaals hoofdcoach van de club, vaak nadat een andere trainer aan de deur was gezet. Na enkele jaren bij Winterslag ging Briganti aan de slag bij KSC Hasselt, Bilzerse VV, KFC Zwarte Leeuw en Stade Leuven.
Na een korte carrière als trainer werd Briganti leerkracht voetbal bij Bloso. Hij combineerde die functie met scoutingsopdrachten in dienst van Waseige, die hem 1999 aanstelde als zijn assistent bij de Rode Duivels. Later werd Briganti ook nog even de assistent van Marc Wilmots bij Sint-Truiden VV.